# The Bloodwater Rebellion
The Bloodwater Rebellion è il quinto album del gruppo musicale Symphonic power metal-fantascientifica norvegese Keldian, pubblicato il 10 giugno 2022 dalla casa discografica statunitense Perris Records.

## Tracce
1. The Million Dollar Mile – 5:10
2. I Am the Taker – 4:18
3. Tundra – 4:08
4. The Lighthouse Burden – 5:25
5. Voices of the Dead – 4:17
6. A Ghost and a Promise – 4:45
7. We Are Rebellion – 6:11
8. The Legacy Lament – 5:34
9. Thunderstorm of the Century – 6:49

## Formazione
- Christer Andresen - voce, chitarra, basso elettrico
- Arild Aardalen - tastiere, seconda voce
- Sindre Skeie - batteria
- Liel Bar-Z - voce
- Jon Garcia - tromba
- Aya Hande Aardalen, Alexander Andresen, Helene Hande Midje, Vemund Osland & Karoline Thyri - cori